# Omeru Falls
Die Omeru Falls sind ein Wasserfall in der Region Auckland auf der Nordinsel Neuseelands. Er liegt in einem Naturschutzgebiet der Ortschaft Kaukapakapa. Seine Fallhöhe beträgt etwa 5 Meter. Nicht weit von ihm entfernt, allerdings in einem anderen Bachlauf, befinden sich die Waitangi Falls.
Der Parkplatz des Omeru Pā Scenic Reserve liegt direkt am New Zealand State Highway 16. Ein zehnminütiger Retourwanderweg führt von hier aus zur Basis des Wasserfalls.